# اطلسی‌ها ۹۶۸

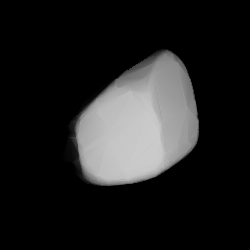
مدل سه‌بُعدی سیارک اطلسی‌ها۹۶۸ طبق منحنی نور آن

سیارک ۹۶۸ (به انگلیسی: 968 Petunia، نامگذاری:1921KW) نهصد و شصت و هشتمین سیارک کشف شده‌است که در ۲۴ نوامبر ۱۹۲۱ و در هایدلبرگ کشف شد.
قدر مطلق سیارک برابر ۱۰٫۲۶ است.